# Мексиканская злючка
«Мексиканская злючка» (англ. Mexican Spitfire) — американская музыкальная комедия 1940 года с Лупе Велес в главной роли. Фильм стал продолжением картины «Девушка из Мексики» (1939) и первым из  семи фильмов с таким же названием и главными героями.

## Сюжет
Молодожёны Кармелита и Денни Линдсей (Лупе Вегас и Дональд Вудс) возвращаются из медового месяца. Бывшая невеста Денни Элизабет (Линда Хэйс) полна решимости расстроить брак и вернуть жениха. Первый удар от Кармелиты она получает немедленно — свою новую собачку она назвала Элизабет.
По наущению Элизабет Кармелита приходит в рабочее время в офис Денни и, чтобы оправдать свой визит, представляется всем его секретарём. В кабинете находится очень важный для Линдсея заказчик рекламной кампании — британский лорд Эппинг, производитель виски.
Вечером он приходит на ужин в дом Линдсеев. Кармелита, назвавшаяся утром секретарём, уже не может исполнять роль жены. В игру с удовольствием включается Элизабет и выдаёт себя за хозяйку дома. Кармелита и дядя Мэтт ищут лорда Эппинга, чтобы объяснить ситуацию. Но тот ничего не хочет слушать, окончательно запутывается и уходит.
Дядя Мэтт, используя общее сходство, гримируется под лорда и присутствует на обеде уже как британский дворянин. Он отпускает язвительные комментарии в адрес Элизабет и её союзницы тётки Деллы. Они вынуждены терпеть колкости, понимая насколько важен для Дэнни этот заказчик. Неожиданно возвращается настоящий Эппинг, и ситуация запутывается окончательно. Кармелита и дядя Мэтт спасаются из дома бегством. Более того, предполагая уголовное преследование за мошенничество, они уезжают в Мексику. 
Этим воспользовалась Элизабет. Она убеждает Денни, что его молодая жена сбежала навсегда. Нехотя, но Линдсей соглашается на новый брак. Готовится пышная церемония помолвки. Узнав об этом, из Мексики возвращаются дядя Мэтт и Кармелита. Она устраивает грандиозный скандал и возвращает мужа. 

## Отзывы и критика
Несмотря на кажущуюся простоту сюжета и условность характеров персонажей, ленты о «мексиканской злючке» стали основой для многих киноведческих и даже социологических исследований. Американка, профессор политологии Стефани Ларсон в работе «СМИ и Меньшинства. Расовая политика в индустрии развлечений» отмечает, что серия фильмов и сама Лупе Велес открыли третий вид сексуальности латиноамериканок в кинематографе. Первый — легкомысленный и безответственный (Кармен Миранда), второй чувственный, но сдержанный (Долорес дель Рио), третий (Лупе Велес) — похотливый. Её героиня вспыльчивая стерва, раба своих желаний, но умна, целеустремлённа, деятельна. С сожалением исследователь отмечает, что это очередной расовый стереотип 1930—1940 годов, особенно когда он описывает любовные отношения с белым мужчиной.
Авторы энциклопедии «Латиноамериканцы в Соединённых Штатах» наоборот усматривают некий слом стереотипа: англоязычный мужчина должен был оставить латиноамериканку ради англоязычной женщины. Здесь этого не происходит. Однако, другими про-американскими штампами картина полна: невоспитанность и бранная лексика мексиканки Кармелиты, нежелание бросить карьеру ради бизнеса мужа, отказ от рождения детей.
Профессор Техасского Университета в Остине Чарльз Рамирес-Берг, как искусствовед, в первую очередь рассматривает не принятые стереотипы, а актёрское мастерство Велес: «Её безумные комедийные сцены должны быть восприняты не как штампы прошлых женщин-комиков, а как ориентиры для новых женщин-комиков. Вступивший в силу Кодекс Хейса лишил её возможности использовать чары сексуальной богини. Она не могла петь и танцевать, эти фильмы не мюзиклы, а просто комедии. Но она затмила всех, продемонстрировав свой талант быть смешной».
Кинокритик Джон Ховард Рид полагает, что если вы посмотрели хотя бы один фильм из серии, то вы посмотрели их все. Даже самые лучшие шутки истощаются от постоянного повторения. Однако хотя бы одну картину из восьми стоит увидеть, чтобы, как минимум, оценить, как  талантливый Леон Эррол честно играет дядю Мэтта, играет самого надменного англичанина и играет дядю Мэта, изображающего сумасшедшего Эппинга. Благодаря его мастерству у зрителя никогда не возникнет вопрос, кто из его персонажей сейчас в кадре. 

## В ролях
- Лупе Велес — Кармелита Линдсей (в девичестве — Фуэнтес), певица кабаре
- Дональд Вудс — Денни Линдсей, рекламный менеджер
- Леон Эррол — Дональд Мэттью Линдсей, дядя Мэтт / Британский лорд Эппинг
- Элизабет Рисдон — Делла Линдсей, тётка Денни
- Линда Хэйес — Элизабет, бывшая невеста Денни
- Сесил Келлауэй — мистер Чаммли

## Фильмы серии
| Год  | Название                           | Оригинальное название            |
| ---- | ---------------------------------- | -------------------------------- |
| 1939 | Девушка из Месики                  | The Girl from Mexico             |
| 1940 | Мексиканская злючка                | Mexican Spitfire                 |
| 1940 | Мексиканская злючка на Западе      | Mexican Spitfire Out West        |
| 1941 | Ребёнок мексиканской злючки        | The Mexican Spitfire's Baby      |
| 1942 | Мексиканская злючка на море        | Mexican Spitfire at Sea          |
| 1942 | Мексиканская злючка видит призрака | Mexican Spitfire Sees a Ghost    |
| 1942 | Слон мексиканской злючки           | Mexican Spitfire's Elephant      |
| 1943 | Благословение мексиканской злючки  | Mexican Spitfire's Blessed Event |